# Джара (язык)
Джара (также джера; англ. jara, jera) — язык центральночадской ветви чадской семьи, распространённый на востоке Нигерии в среднем течении реки Гонгола (в штатах Борно и Гомбе). Относится к западным языкам группы тера. Численность говорящих — около 46 300 человек (2000). Язык бесписьменный.

## Вопросы классификации
Язык джара относится к группе языков тера в классификации афразийских языков британского лингвиста Роджера Бленча (Roger Blench), в классификации, опубликованной в работе С. А. Бурлак и С. А. Старостина «Сравнительно-историческое языкознание», в классификации чешского лингвиста Вацлава Блажека (Václav Blažek), а также в классификации чадских языков в статье В. Я. Порхомовского «Чадские языки», опубликованной в лингвистическом энциклопедическом словаре, в которой джара вместе с тера противопоставлены в составе группы тера языкам га’анда и хона. Язык джара наиболее близок языкам тера, га’анда, бога, хона, ньиматли, пидлими (хина), габин и нгваба.

В классификации, представленной в справочнике языков мира Ethnologue, джара вместе с тера включён в число западных языков подгруппы А1 группы А ветви биу-мандара.

## Ареал и численность
Область распространения языка джара размещена в восточных районах Нигерии на территории юго-западной части штата Борно и юго-восточной части штата Гомбе. В штате Борно носители языка джара живут в районах Биу (англ. Biu) и Квая-Кусар (англ. Kwaya-Kusar), в штате Гомбе — в районах Акко (англ. Akko) и Ямалту-Деба (англ. Yamaltu-Deba). Ареал языка джара на востоке граничит с ареалом западночадского языка дера, на юго-востоке и юге — с ареалом адамава-убангийского языка ваджа. К юго-западу от области распространения джара расположены малонаселённые районы. С запада и севера к ареалу джара примыкает ареал близкородственного центральночадского языка тера.
Численность говорящих на джара согласно данным справочника Ethnologue составляет около 46 300 человек (2000). По данным сайта Joshua Project численность этнической группы джара — 68 000 человек. Носители джара также говорят на языках фула и хауса. Большинство джара — мусульмане, есть также группы христиан и приверженцев традиционных верований.